# Марк Валерій Лактука Максим
Марк Вале́рій Лакту́ка Макси́м (лат. Marcus Valerius Lactuca Maximus, ? — після 437 до н. е.) — політичний діяч часів ранньої Римської республіки, консул-суффект 437 рік до н. е.

## Життєпис
Походив з патриціанського роду Валеріїв, його гілки Максимів. Про молоді роки нічого невідомо. Син Марка Валерія Максима Лактуки, консула 456 року до н. е. Належність до впливового роду сприяло його кар'єрі.
У 437 році до н. е. змінив на посаді консула Марка Геганія Мацеріна. Причини цього невідомі, можливо було знайдено помилки при обранні чи на заваді стали погані пророцтва авгурів. На своїй посаді переміг війська Веїв та Фіден, за що від римського сенату отримав право на тріумф. Втім ці дії Тит Лівій відносить до Мамерка Емілія Мамерціна. Тому можливо після отримання консульською влади з огляду на атаку військ Вейї і Фіден Валерій Лактука за наказом сенату як перший консул призначив диктатора, яким став Марк Геганій Мамерцін. Останній в свою чергу здобув перемогу. Ймовірно Лактука звитяжив під час бойових дій. Подальша доля його невідома.

## Родина
- Марк Валерій Лактуцін Максим, військовий трибун з консульською владою у 398 та 395 роках до н. е.